# Thích Huyền Quang
Hòa thượng Thích Huyền Quang, thế danh Lê Đình Nhàn, (19 tháng 9 năm 1919 – 5 tháng 7 năm 2008) là vị Tăng thống thứ tư của Giáo hội Phật giáo Việt Nam Thống nhất. Ông là một nhân vật bất đồng chính kiến với nhà nước Việt Nam.

## Tiểu sử
Hòa thượng sinh tại An Nhơn, Bình Định, xuất gia năm 13 tuổi theo dòng Lâm Tế Chúc Thánh đời thứ 41 tại chùa Vĩnh Khánh - Bình Định với Hòa Thượng Chơn Đạo - Chí Tâm được bổn sư ban pháp danh Như An, tự Giải Hoà.
Năm 1937, ông y chỉ đại sư Bích Liên và hội đồng thập sư tai Giới đàn tổ đình Sắc Tứ Hưng Khánh cho đặc cách miễn tuổi thọ Đại Giới cụ túc dưới sự truyền trao của Hòa Thượng đường đầu hiệu Chí Bảo. Trong năm này, ông tròn 17 tuổi. Ông được Hòa Thượng Bích Liên (Chơn Giám - Trí Hải) chính thức làm lễ xuất gia, ban pháp hiệu Huyền Quang, pháp danh Ngọc Tân , tự Tịnh Bạch.
Tháng 8 năm 1945, ông tham gia kháng chiến chống Pháp giành độc lập dân tộc ở Liên khu 5, giữ chức vụ Phó chủ tịch kiêm Tổng thư ký Phật giáo Cứu quốc Liên khu 5. Đầu năm 1951, Ủy ban Kháng chiến liên khu 5 tuyên bố: "Sinh hoạt Phật giáo phải theo mô thức Hội đoàn". Ông lên tiếng phản đối nên bị cách chức, sau đó ông về an trí ở Phù Mỹ, rồi Sơn Tịnh, tỉnh Quảng Ngãi, trong 4 năm đến tháng 6 năm 1954.
Năm 1955 đến 1957, ông làm Giám đốc Phật học Đường Trung phần ở chùa Hải Đức, Nha Trang. Năm 1958 ông thành lập Tu viện Nguyên Thiều và Phật học viện Nguyên Thiều tại Bình Định.
Khi sự kiện Phật Đản thời Đệ Nhất Cộng hòa Việt Nam bùng nổ, ông tham gia thành lập Giáo hội Phật giáo Việt Nam Thống nhất (GHPGVNTN) để đoàn kết các nhóm Phật giáo. Ông giữ chức tổng thư ký Viện Hóa Đạo rồi Phó Viện trưởng Viện Hóa Đạo, đến năm 1992 thì nhận chức tăng thống Giáo hội do Hòa thượng Thích Đôn Hậu chỉ định.
Sau sự kiện 30 tháng 4 năm 1975, vì là lãnh đạo của Giáo hội Phật giáo Việt Nam Thống nhất không chịu sự kiểm soát của Mặt trận Tổ quốc Việt Nam và Đảng Cộng sản Việt Nam và bị cấm từ năm 1981, ông 1978 bị án tù treo hai năm, sau lần thứ ba bị bắt vào năm 1982, Hòa thượng bắt đầu chịu lệnh quản thúc, bị quản chế và giam giữ ở Nghĩa Hành (Quảng Ngãi) và 10 năm ở chùa Hội Phước (thành phố Quảng Ngãi), bắt phải giao nộp khuôn dấu Viện Hóa Đạo và bị trục xuất khỏi Viện Hóa Đạo ở TP Hồ Chí Minh. Hòa thượng phản đối việc Nhà nước Việt Nam đòi giải tán tổ chức của ông và thay vào đó một tổ chức mới thành lập năm 1981 mang tên Giáo hội Phật giáo Việt Nam dưới sự quản lý của Mặt trận Tổ quốc. Năm 1992 ông lại viết bản kiến nghị chín điểm nêu lên những điều mà ông cho là sai lầm của Đảng Cộng sản.
Trong những năm cuối, Hòa thượng trụ trì tại tu viện Nguyên Thiều ở Bình Định. Ông vẫn kêu gọi chính phủ Việt Nam tôn trọng tự do tín ngưỡng và để các tôn giáo hành đạo mà không thông qua sự quản lý của nhà nước. Theo bản tin của Giáo hội Phật giáo Việt Nam Thống nhất thì Hòa thượng Thích Huyền Quang bị quản chế cho đến khi viên tịch. Tuy nhiên thứ trưởng Công an, thượng tướng Nguyễn Văn Hưởng, khi tới thăm Hòa thượng Thích Huyền Quang vào tháng 5 năm 2007, theo báo Công an nhân dân trích lời, khẳng định: "Cụ muốn đi đâu, kể cả trong và ngoài nước, cụ không phải xin phép, bây giờ cụ có muốn ra thăm thủ đô Hà Nội, vào TP HCM hay ra nước ngoài cụ cứ việc đi."

## Lễ tang
Sau thời gian lâm trọng bệnh, mặc dù đã được các môn đồ, tập thể bác sĩ Bệnh viện đa khoa tỉnh Bình Định tận tình cứu chữa, nhưng vì tuổi cao sức yếu nên ông đã viên tịch lúc 13g15 ngày 5-7-2008 tại tu viện Nguyên Thiều, xã Phước Hiệp, huyện Tuy Phước, tỉnh Bình Định. Trụ thế 90 tuổi, 71 hạ lạp.
Chương trình tang lễ của ông như sau: 8g ngày 6-7 (nhằm ngày 4-6 năm Mậu Tý) là lễ nhập kim quan. Sau 8g ngày 6-7 đến trước lúc 7g ngày 11-7 (ngày 9-6 năm Mậu Tý) luân phiên tụng niệm và viếng. Vào 7g ngày 11-7 là lễ cung nghinh nhập bảo tháp. Tại hải ngoại, Lễ truy niệm cố Hòa thượng Đệ Tứ Tăng thống Thích Huyền Quang được tổ chức tại chùa An Lạc, San Jose, miền Bắc California ngày 6 tháng 7 năm 2008 . Một lễ tưởng nguyện và thọ tang sẽ được tổ chức vào lúc 2 giờ chiều ngày 13 tháng 7 tại chùa Diệu Pháp, trụ sở Trung ương của Giáo hội tại San Gabriel, Quận Los Angeles, miền Nam California .

HT Thích Huyền Quang

Đã có sự tranh cãi quanh việc tổ chức lễ tang của người đứng đầu Giáo hội Phật giáo Việt Nam Thống nhất  và đến nay vẫn chưa ngã ngũ về việc tổ chức tang lễ cũng như người sẽ đứng đầu Giáo hội Phật giáo Việt Nam Thống nhất cũng như tư cách của Giáo hội vì đối với một số người thì Giáo hội Giáo hội Phật giáo Việt Nam Thống nhất không còn tồn tại, đã có sự ngăn cản không cho GHPGVNTN đứng ra lo tang lễ và "tuy HT Huyền Quang không phải là thành viên của giáo hôi Phật giáo Việt Nam, nhưng với tình đồng đạo đối với một vị cao tăng Phật giáo" GHPGVN vẫn muốn "lo đám tang cho HT Huyền Quang" . Từ khi hòa thượng lâm bệnh nặng báo Nhân dân , VietnamNet có bài viết lên án hòa thượng Thích Quảng Độ và Giáo hội Phật giáo Việt Nam Thống nhất "thừa cơ mưu toan nhằm gây rối trật tự xã hội" và "lợi dụng Hòa thượng Huyền Quang để lập tổ chức đối lập". Trong khi đó, ông Võ Văn Ái, Phát ngôn nhân Viện Hoá Đạo GHPGVNTN tại hải ngoại "đã cực lực tố cáo những sự dối gạt và áp lực Đại lão Hoà thượng Thích Quảng Độ, Viện trưởng Viện Hoá Đạo, trong những ngày lo tang lễ cho Đức Tăng thống Thích Huyền Quang" và cho là "Truyền thông và báo chí của nhà nước Việt Nam đã vi phạm điều 69 trên Hiến pháp về tự do ngôn luận, tự do báo chí; có quyền được thông tin; có quyền hội họp, lập hội, biểu tình" . Viện Hóa Đạo cho rằng "Đây là sự xâm lược chính trị vào nội bộ sinh hoạt của GHPGVNTN" .

## Di chúc và giáo chỉ
Di chúc và giáo chỉ sẽ công khai trong lễ 49 ngày của ông.

## Đệ Ngũ Tăng thống (2011)
Hòa thượng Thích Quảng Độ sau đó làm Xử lý Thường vụ Viện tăng thống từ cuối 2008 đến tháng 11 năm 2011 trong kỳ Đại hội kỳ IX của Giáo hội Phật giáo Việt Nam Thống nhất thì mới chính thức suy tôn là Đệ Ngũ Tăng thống.